# زنبق بازالتی
زنبق بازالتی (نام علمی: Iris basaltica) نام یک گونه از سرده زنبق است.